# Грудне-Ермаки
Грудне-Ермаки — хутор в Новониколаевском районе Волгоградской области России. Входит в состав Хопёрского сельского поселения.

## География
Хутор находится в северо-западной части Волгоградской области, в Грудне-Ермаки зоне, в пределах Хопёрско-Бузулукской равнины, на расстоянии примерно 29 километров (по прямой) к востоку-северо-востоку (ENE) от посёлка городского типа Новониколаевский, административного центра района. Абсолютная высота — 145 метров над уровнем моря.
Часовой пояс
Хутор Грудне-Ермаки, как и вся Волгоградская область, находится в часовой зоне МСК (московское время). Смещение применяемого времени относительно UTC составляет +3:00.

## Население
| 2010 |
| ---- |
| 50   |

Гендерный состав
По данным Всероссийской переписи населения 2010 года в гендерной структуре населения мужчины составляли 52 %, женщины — соответственно 48 %.
Национальный состав
Согласно результатам переписи 2002 года, в национальной структуре населения русские составляли 85 % из 71 чел.

## Улицы
Уличная сеть хутора состоит из одной улицы (ул. Восточная).